# Augusto Bravard
Pierre Joseph Auguste Bravard (Issoire, 18 de junio de 1803-Ciudad de Mendoza, 20 de marzo de 1861) fue un naturalista, geógrafo y geólogo francés emigrado en Argentina.

## Biografía
Estudió ingeniería, y se dedicaba a la minería del plomo. Llega a Argentina, en 1853. Y exploró el Riachuelo (riacho que separa capital Federal de Avellaneda (Buenos Aires), y la zona del barrio de la Recoleta, descubriendo restos fósiles de mamíferos. Posteriormente explora afloramientos marinos terciarios de las barrancas del río Paraná.
Por sus descubrimientos se le ofrece la dirección del "Museo Nacional de Paraná", creado por Justo José de Urquiza en 1854. Así en 1858 Bravard se muda a Paraná (provincia de Entre Ríos) ocupando la Inspección de Minas de la Confederación y Director del Museo de Paraná.
Bravard recorre Entre Ríos y luego Mendoza, también las sierras de Córdoba para estudiar vetas auríferas.
Fallece el 20 de marzo de 1861, por el terremoto de Mendoza de 1861 que mató entre 6.000 y 10 000 habitantes.
Su última colección permaneció en Argentina, y el gobierno la adquiere en 1866 para el "Museo Nacional Argentino" a fundarse como "Anexo de la Academia y Facultad de Ciencias Matemáticas y Físicas de Córdoba". Pero finalmente su colección fue al "Museo Público de Buenos Aires" a cargo del sabio alemán Carlos Germán Conrado Burmeister(1807-1892).
A pesar de su brevísima actuación (de 1855 a 1861) Bravard escribe importantes trabajos de geología, incluyendo el destacadísimo estudio de las barrancas del Paraná sobre la base de pocas decenas de perfiles y a una colección de fauna fósil muy numerosa, mayor que la conocida desde d’Orbigny y Darwin. Con el primero concuerda en la edad estratigráfica miocénica, y con Darwin en que la secuencia de Paraná sería la misma que, más al sur, el sabio inglés llamaba “Gran Formación Patagónica” (Bravard, 1858)

## Obra
- Catalogue des especes d'animaux fossiles recuilies dans I'Amerique du Sud (1852-1856)
- Observaciones geológicas sobre diferentes terrenos de transporte de la hoya del Plata (1857)
- Estado físico del territorio. Geología de las Pampas (1858)
- Carta geológica de la Provincia de Entre Ríos (1858)[1]
- Monografía de los terrenos marinos terciarios de las cercanías del Paraná (1858).[2]

## Fuente
- Borello, A.B., 1970. Augusto Bravard, precursor de la cartografía geológica argentina. Boletín de la Academia Nacional de Ciencias, 48: 455-460. Córdoba, provincia de Córdoba, Argentina.
- Bravard, A. 1858. Monografía de los terrenos marinos terciarios de las cercanías del Paraná, Buenos Aires (reimpresión de la Cámara de Diputados de la Nación 1995, 107 p.)